# Người ăn chay
Người ăn chay (tiếng Hàn Quốc: 채식주의자) là một tiểu thuyết ba phần Hàn Quốc do Han Kang sáng tác và xuất bản lần đầu vào năm 2007. Đặt trong bối cảnh của Seoul ngày nay, câu chuyện kể về Yeong-hye, một người sản xuất nội thất có một giấc mơ khiến cô quyết định trở thành người ăn chay. Đây là cuốn sách tiếng Hàn đầu tiên được dịch sang tiếng Anh, bởi dịch giả Anh Deborah Smith, và sau đó được xuất bản vào năm 2015.
Năm 2016, tác phẩm này giành được Giải Man Booker quốc tế.

## Nội dung
Quyển sách kể về cuộc sống của một bà nội trợ người Hàn Quốc, Yeong-hye, và được tường thuật theo 3 phần với 3 nhân vật khác nhau: là chồng, anh chồng và chị gái cô.
Yeong-hye mơ một giấc mơ đầy cảnh chết chóc và máu me và Yeong-hye quyết định trở thành người ăn chay, tuy nhiên ăn chay lại là hành động được cho là đi ngược với quy chuẩn xã hội tại Hàn Quốc,và Yeong-hye đã chịu sự ghẻ lạnh, đe dọa từ gia đình nhà chồng. Cô gái dần rơi vào trầm cảm.

## Tiếp nhận
Laura Miller trong tạp chí Slate, so sánh cách hành văn thẳng thắn với nhà văn Nhật Bản Haruki Murakami. The Independent mô tả đây là một câu chuyện "phản đối xã hội". The New York Times gọi đây không phải là một cuốn sách thông thường về người ăn chay, so sánh với tác phẩm Blood Kin của nhà văn Úc gốc Phi Ceridwen Dovey; nhà văn Mỹ Herman Melville và truyện ngắn "Bartleby, the Scrivener"; nhà văn Iran Sadegh Hedayat và truyện ngắn kinh dị The Blind Owl; và nhiều tác phẩm của nhà văn Áo Franz Kafka như A Hunger Artist.
Năm 2016, truyện đoạt Giải Man Booker quốc tế cho thể loại hư cấu, với lời nhận xét chung khẳng định cuốn sách "hùng hồn và độc đáo một cách khó quên." Số tiền thưởng GB£ 50,000 được chia đều cho Han và Smith.
Cuốn sách gây cảm hứng cho truyện ngắn "The Fruit of My Woman" của Han Kang, kể về một người phụ nữ biến thành cây thực vật. Năm 2009, Người ăn chay được chuyển thể sang một bộ phim cùng tên của đạo diễn Lim Woo-Seong, với diễn xuất của Chae Min-seo trong vai Young-hye.